# Відцентрове лиття

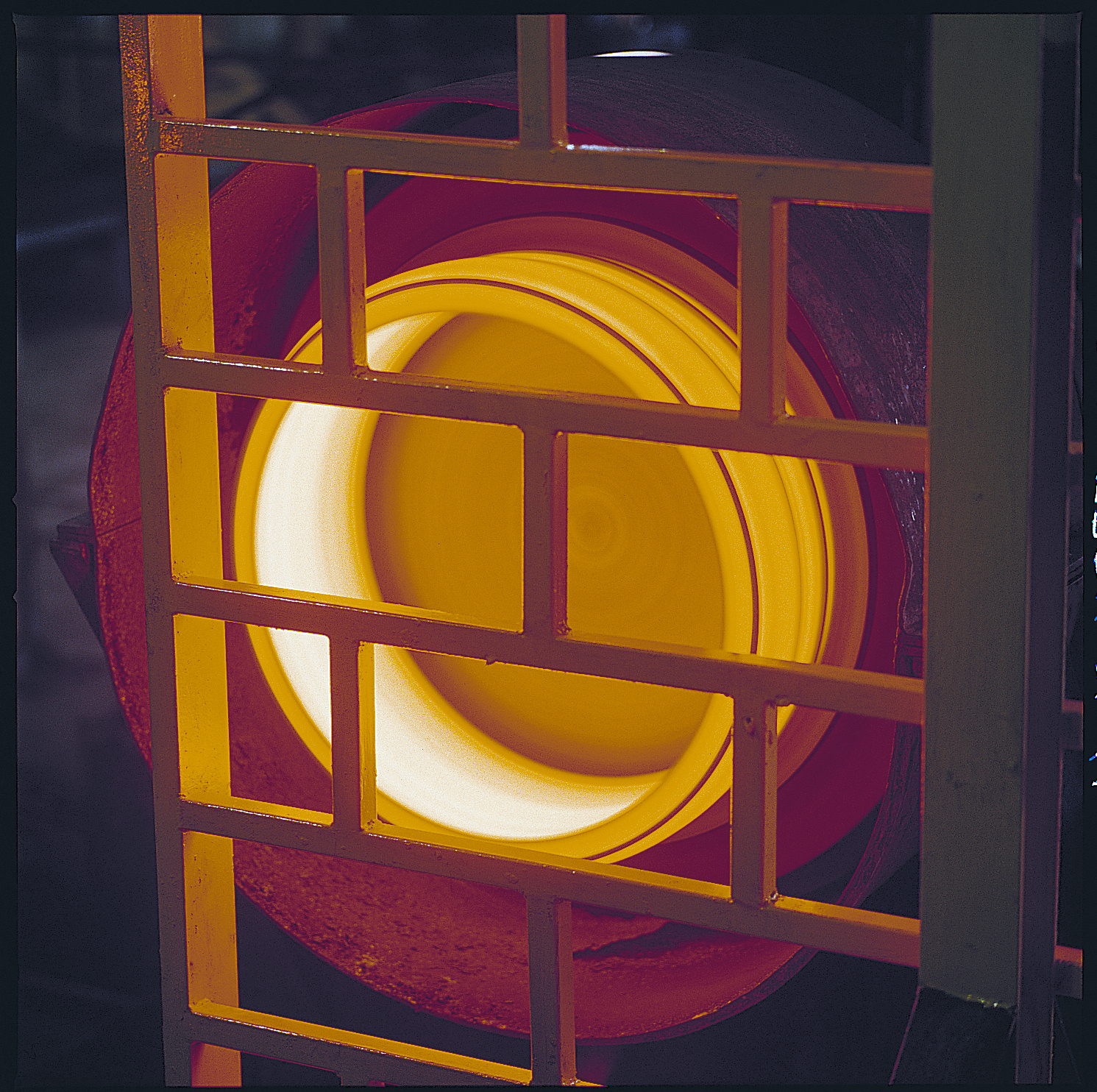
Лиття у відцентровій ливарній машині з горизонтальною віссю обертання

Відцентро́ве лиття́ (англ. centrifugal casting) — це спосіб формування виливок під дією відцентрових сил при вільному заливанні розплаву металу у виливницю, яка обертається. 
Відцентровим способом отримують виливки (труби, втулки, кільця, бандажі залізничних і трамвайних вагонів тощо) з чавуну, сталі, сплавів на основі міді, алюмінію, цинку, магнію, титану. Цей спосіб лиття широко використовується у промисловості для отримання порожнистих виливок з вільною поверхнею.

## Загальні принципи та різновиди відцентрового лиття
За умов відцентрового лиття виливниця заповнюється розплавом під дією відцентрової сили, що суттєво перевищує сили гравітації. Відцентрові сили діють на розплав також і в період його твердіння, що забезпечує зростання густини та механічних характеристик виливок. Завдяки дії відцентрової сили з розплаву видаляються неметалеві включення (бульбашки повітря, шлак тощо), які, маючи густину набагато меншу, ніж метал, зосереджуються поблизу внутрішньої поверхні виливка і видаляються при обробці різанням, для чого припуск на обробку внутрішньої поверхні призначається більшим, ніж для зовнішньої.

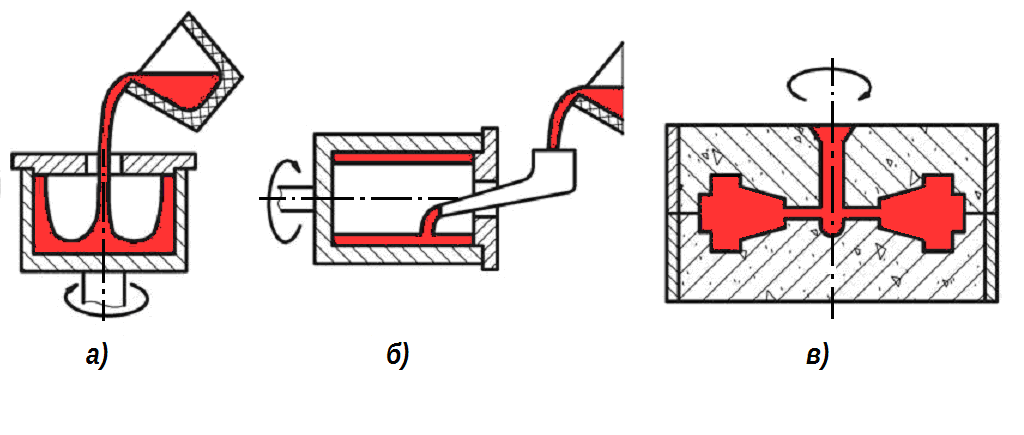
Схеми роботи устаткування для відцентрового лиття: а) з вертикальною віссю обертання; б) з горизонтальною віссю обертання; в) для лиття методом центрифугування

Відцентрове лиття проводять на відцентрових ливарних машинах з горизонтальною або вертикальною осями обертання у металевих, піщаних, оболонкових формах і формах для лиття за моделями, що виплавляються. Розташування осі обертання обирають залежно від співвідношення висоти і діаметра виливка у вигляді тіла обертання. Деталі, що мають висоту, яка в декілька разів перевищує діаметр (втулки, гільзи, труби тощо), отримують на машинах з горизонтальною віссю обертання. Виливки більшого діаметра і малої висоти (диски, заготовки зубчастих коліс тощо) одержують на машинах з вертикальною віссю обертання. Виливки, отримані на машині з вертикальною віссю обертання, мають різностінність за висотою — товстіший переріз отримується у нижній частині.
Відцентровий спосіб лиття можна застосувати і для виготовлення фасонних виливків, які не є тілами обертання у тих випадках, коли рідкоплинність сплаву невисока. В цьому випадку метал, що заливається в центральний ливник через живильники при обертанні відкидається в периферійні зони форми, де формуються виливки. Відцентрову силу використовують для компенсації низької рідкоплинності сплаву задля заповнення усієї форми розплавом. Такий метод відцентрового лиття (коли вісь обертання форми не збігається з геометричною віссю деталей, що відливаються) називається центрифугуванням (англ. cenrifugation). Виливниці з метою оптимального розподілу сил інерції можуть здійснювати рух і по складніших траєкторіях, коли метод центрифугування поєднується з обертанням виливниць навколо власних осей симетрії.

## Технологічні особливості
Маса виливок може бути від декількох кілограм до 45 тонн. Товщина стінок може бути від декількох до 350 мм. Відцентровим литтям можна отримати тонкостінні виливки із сплавів з малою рідкоплинністю, що є неможливим при інших способах лиття. Частота обертання форми може досягати 3000 об/хв. Зазвичай, перед заповненням розплавом виливниці нагрівають до 200ºC.
Металеві форми виливниці виготовляють з чавуну і сталі без облицювання або з футеруванням формовою сумішшю, сухим піском або фосфоритним борошном. В процесі лиття виливниці ззовні охолоджують водою або повітрям. Теплозахисні покриття на робочу поверхню виливниці наносять для збільшення терміну її використання. Змінюючи теплопровідність покриття введенням до його складу речовин з різною теплопровідністю і змінюючи товщину шару можна зменшувати або збільшувати швидкість охолодження розплаву, тобто керувати деякою мірою швидкістю твердіння виливка. Це є значимим при виготовленні виливків з чавуну, схильного до вибілювання із збільшенням швидкості охолодження. Товщина шару покриття переважно становить 0,5…0,7 мм.
Частоту обертання форми рекомендується визначати за формулою
{\displaystyle n={\frac {5520}{\sqrt {\rho \cdot r_{2}}}},}
де {\displaystyle \rho } — густина металу, г/см³;
r2 — внутрішній радіус циліндра, м.
Частоту обертання форм при литті фасонних виливків центрифугуванням визначають за формулою:
{\displaystyle n={\frac {30v}{\pi \cdot r}},}
де v — колова швидкість точки виливка, найвіддаленішої від осі обертання, приймається рівною 3…5 м/с;
r — відстань від осі обертання до найвіддаленішої точки виливка, м.

### Напіввідцентрове лиття
На відміну від відцентрового, застосовують для відливання фасонних тіл обертання, в яких внутрішню поверхню одержують не за допомогою відцентрової сили, а за допомогою стержнів, причому виливки виходять більш точни¬ми і потребують меншої механічної обробки, ніж при звичайному литті.

## Переваги та недоліки відцентрового лиття
Відцентровий спосіб лиття має низку переваг:
- зростання густини виливків внаслідок малої кількості міжкристалічних пустот усадкового і газового походження;
- менші витрати металу через відсутність ливникової системи та зниження маси виливків;
- виключення витрат на виготовлення стержнів для формування порожнин в циліндричних виливках;
- можливість отримувати двошарові заготовки, шляхом почергового заливання у форму різних сплавів (сталь — чавун, чавун — бронза тощо).
- покращення заповнення форми металом та зменшення браку (вихід придатних виливок досягає 95% і більше).

Недоліки відцентрового лиття:
- важко виготовити виливки із сплавів, що схильні до ліквації;
- неточність діаметра порожнини виливка;
- забруднення вільної внутрішньої поверхні виливків лікватами та неметалевими включеннями, а у товстостінних виливків ця поверхня може мати пористість;
- можливість появи дефектів у вигляді поздовжніх і поперечних тріщин, газових бульбашок;
- для виготовлення виливків потрібні спеціальні машини;
- ливарні форми дорогі, вони повинні мати високу міцність і герметичність у зв'язку з дією відцентрових сил та підвищеним тиском металу.